# Okip, Lubnî
Okip (în ucraineană Окіп) este localitatea de reședință a comunei Okip din raionul Lubnî, regiunea Poltava, Ucraina.

## Demografie
Componența lingvistică a localității Okip
     Ucraineană (97,24%)
     Rusă (2,59%)
     Alte limbi (0,17%)
Conform recensământului din 2001, majoritatea populației localității Okip era vorbitoare de ucraineană (97,24%), existând în minoritate și vorbitori de rusă (2,59%).